# Condado de Carroll (Illinois)
O Condado de Carroll é um dos 102 condados do Estado americano de Illinois. A sede do condado é Mt. Carroll, e sua maior cidade é Mt. Carroll. O condado possui uma área de 1 206 km² (dos quais 56 km² estão cobertos por água), uma população de 16 674 habitantes, e uma densidade populacional de 14 hab/km² (segundo o censo nacional de 2000). O condado foi fundado em 1839.